# Драгана Симић
Драгана Симић Милићевић (Београд, 1986) српска је списатељица. Пише поезију, прозу и књиге за децу. Члан је Удружења књижевника Србије.

## Биографија
Први пут објављује причу са свега једанаест година у дечјем часопису. Након тога, објављује у средњошколском часопису ПБШ, књижевном часопису Словенско cлово, загребачком часопису Златно перо, затим у Београдском балканском троуглу.
Са композитором Јованом Перичићем из Тивта написала је песму Љубав је сан 2009. која се изводила у поп варијанти и освојила четврто место на новопазарском фестивалу.
У организацији театра Мимарт 2010, у оквиру балетске представе посвећеној страдалим женама написала је песму о насилној смрти мајке балерине Ане Бастаћ.
У организацији Адлигата, 2019. године Симић је била координатор пројекта Милион књига за Србију. Члан је управног одбора Удружења жртава насиља ХАЈР., где је организовала два перформанса: један у склопу хуманитарне модне ревије Живот је писта једнака за све 2020. године, и други у мају 2022, на Тргу републике под надзивом Крв је црна у црвеној смрти.
Била је заменица уредника часописа за ангажовану књижевност Београдски балкански троугао 2019-2020. године.

## Књиге
Године 2017., издала је збирку песама New Age Progress са тематиком глобализације. Књига се може пронаћи у  Народној библиотеци Србије, библиотеци „Лаза Костић” на Бановом брду, библиотеци „Симеон Пишчевић” у Шиду, библиотеци "Владислав Петковић Дис" у Чачку. Књига се може наћи у електронском издању, на сајту намењеном дигиталном издавању — issuu.
Године 2020. издаје књигу Космички дијалози , збирку поезије написану у форми питања и одговора, кроз четири поглавља, кроз четири поетиком "обрађене" природне силе - гравитација, електромагнетна, јака и слаба сила; Пето поглавље посветила је петој до сада, непознатој природној сили. Обрађујући овакве теме,дотичући се сопственог и "квантног" ова књига се може формулисати у домену како сам аутор наводи, квантне поезије.   
Исте године издаје књигу поезије Свебожји светови и  може се наћи у Народној библиотеци Србије, библиотеци у Барајеву "Јован Дучић" и његовом огранку у Вранићу "Бранко Ћопић", као и у библиотеци "Симеон Пишчевић" у Шиду. 
Након три године (2023.) издаје први део трилогије Природа и деца, дидактичку  књигу за децу млађег узраста која се састоји како из радног дела (Задаци, игра боја на тему и друго) тако и књижевног па и информативног дела на тему природе и екологије. Књига се може наћи у библиотекама у Шиду, Барајеву, Вранићу.
Поред тога, објављује песме у зборницима Мозаик Лирике, Купидонова Стрела, Будимо Људи, Хиландар силни Божји дар итд.

## Хуманитарни рад
Због трогодишње помоћи у раду задужбине , добија признање за изузетне заслуге у култури и спорту коју додељује Задужбина Здравка В. Гојковића.
Од Удружења Хајр добија захвалницу за учешће у хуманитарним активностима и волонтирање како на терену, тако и у организацији самог удружења.  У самом удружењу била је четири године и обављала послове везане за културу као што су : Формирање, писање и уређивање часописа Хајр чији је главни уредник била до краја 2022.године; Административни и други послови; Вођење канцеларије у Шиду; Рад на терену.
Организовала је више књижевних вечери за Удружење Хајр под називом "Покушај да ходаш у мојим ципелама" како у Београду тако и у другим градовима(2019-2022).
Учествовала је у различитим трибинама на тему дигиталног, породичног, вршњачког и других типова насиља у савременом свету а за Удружење Хајр, на српском и другим језицима (2019-2022). 
Била је главни је координатор за Србију UWMC-а (United World Movement for Children) друштва које се бави заштитом права детета и посебно, Афричког детета (2019).

## Признања и награде
Добитник је књижевног признања Крлежа и књижевне награде Достојевски за причу Херој или злочинац на конкурсу свесловенског књижевног друштва. Добија доста захвалница, и посебно два признања Задужбине Здравка В.Гојковића за постигнуте резултате из области културе и спорта.